# Фудзівара но Токіхіра
Фудзівара но Токіхіра (яп. 藤原時平, 871 — 26 квітня 909) — японський аристократ, державний діяч періоду Хей'ан. Син Фудзівари но Мотоцуне. Служив при дворі імператорів Уда і Дайґо.

## Короткі відомості
У 899 році Токіхіра був призначений на посаду «лівого міністра» (左大臣) імпреаторського уряду. У 901 році він організував вигнання Суґавари но Мітідзане зі столиці.
Токіхіра був відповідальним за укладання історичної хроніки «Спражні записи трьох правлінь імператорів Японії» (日本三代実録) та зводу правок до існуючого законодавства «Енґісікі» (延喜式). У 902 році він видав «Закон про упорядкування сьоенів».
Токіхіра також відомий укладанням «Збірника давніх і нових японських пісень» (古今和歌集, кокін вакасю), який була написана японською абеткою хіраґанлю. Завдяки представленню цієї «збірки» у 903 році імператору, хіраґана була визнана офіційним письмом наряду з китайськими ієрогліфами.